# Super Rugby 2011
Die Saison 2011 war die erste Ausgabe von Super Rugby, einem Rugby-Union-Wettbewerb mit 15 Franchise-Mannschaften aus Australien, Neuseeland und Südafrika. Von 1996 bis 2005 hieß der Wettbewerb Super 12, von 2006 bis 2010 Super 14. Die Saison begann am 18. Februar 2011 und endete mit dem Finale am 9. Juli 2011. Es wurden insgesamt 125 Spiele ausgetragen. Die 15 Teams waren in drei Conferences eingeteilt, die den drei Ländern entsprachen. Meister wurden erstmals die Queensland Reds aus Brisbane.

## Modus
Jedes Team spielte in der regulären Saison nach folgendem Muster:
- Innerhalb der Conference: Jedes Team absolvierte je zwei Spiele gegen die vier anderen Teams in seiner Conference (ein Heim- und Auswärtsspiel).
- Übrige Conferences: Jedes Team absolvierte Heimspiele gegen vier Vertreter aus den übrigen Conferences sowie Auswärtsspiele gegen vier andere Vertreter (dadurch fehlte eine Begegnung mit je einem Vertreter aus den Conferences).

Die bestklassierten Teams der drei Conferences sowie die drei nächstklassierten Teams in der Gesamttabelle (Wildcard) zogen in die Play-offs ein. Die zwei besseren Conference-Sieger erhielten für das Viertelfinale ein Freilos. In diesem traf der dritte Conference-Sieger auf das drittplatzierte Wildcard-Team, während das bestplatzierte Wildcard-Team auf das zweitplatzierte traf. Es folgten Halbfinale und Finale, wobei das Heimrecht aufgrund der höheren Platzierung in der Gesamttabelle ermittelt wurde.

## Ergebnisse

### Australische Conference
|     | Team     | Spiele | Siege | Unent. | Ndlg. | Spiel- punkte | Diff. | Bonus- punkte | Tabellen- punkte |
| --- | -------- | ------ | ----- | ------ | ----- | ------------- | ----- | ------------- | ---------------- |
| 01. | Reds     | 16     | 13    | 0      | 3     | 429:309       | + 120 | 6             | 66               |
| 02. | Waratahs | 16     | 10    | 0      | 6     | 398:252       | + 146 | 9             | 57               |
| 03. | Force    | 16     | 5     | 2      | 9     | 333:416       | − 83  | 5             | 37               |
| 04. | Brumbies | 16     | 4     | 1      | 11    | 314:437       | − 123 | 7             | 33               |
| 05. | Rebels   | 16     | 3     | 0      | 13    | 281:570       | − 289 | 4             | 24               |

### Neuseeländische Conference
|     | Team        | Spiele | Siege | Unent. | Ndlg. | Spiel- punkte | Diff. | Bonus- punkte | Tabellen- punkte |
| --- | ----------- | ------ | ----- | ------ | ----- | ------------- | ----- | ------------- | ---------------- |
| 01. | Crusaders   | 16     | 11    | 1      | 4     | 436:273       | + 163 | 7             | 61               |
| 02. | Blues       | 16     | 10    | 1      | 5     | 405:335       | + 70  | 10            | 60               |
| 03. | Highlanders | 16     | 8     | 0      | 8     | 296:343       | − 47  | 5             | 45               |
| 04. | Hurricanes  | 16     | 5     | 2      | 9     | 328:398       | − 70  | 10            | 42               |
| 05. | Chiefs      | 16     | 6     | 1      | 9     | 332:348       | − 16  | 6             | 40               |

### Südafrikanische Conference
|     | Team     | Spiele | Siege | Unent. | Ndlg. | Spiel- punkte | Diff. | Bonus- punkte | Tabellen- punkte |
| --- | -------- | ------ | ----- | ------ | ----- | ------------- | ----- | ------------- | ---------------- |
| 01. | Stormers | 16     | 12    | 0      | 4     | 400:257       | + 143 | 7             | 63               |
| 02. | Sharks   | 16     | 10    | 1      | 5     | 407:339       | + 68  | 7             | 57               |
| 03. | Bulls    | 16     | 10    | 0      | 6     | 416:370       | + 46  | 6             | 54               |
| 04. | Cheetahs | 16     | 5     | 0      | 11    | 435:437       | − 2   | 12            | 40               |
| 05  | Lions    | 16     | 3     | 1      | 12    | 351:477       | − 126 | 7             | 29               |

### Gesamttabelle
|     | Team        | Spiele | Siege | Unent. | Ndlg. | Spiel- punkte | Diff. | Bonus- punkte | Tabellen- punkte |
| --- | ----------- | ------ | ----- | ------ | ----- | ------------- | ----- | ------------- | ---------------- |
| 01. | Reds        | 16     | 13    | 0      | 3     | 429:309       | + 120 | 6             | 66               |
| 02. | Stormers    | 16     | 12    | 0      | 4     | 400:257       | + 143 | 7             | 63               |
| 03. | Crusaders   | 16     | 11    | 1      | 4     | 436:273       | + 163 | 7             | 61               |
| 04. | Blues       | 16     | 10    | 1      | 5     | 405:335       | + 70  | 10            | 60               |
| 05. | Waratahs    | 16     | 10    | 0      | 6     | 398:252       | + 146 | 9             | 57               |
| 06. | Sharks      | 16     | 10    | 1      | 5     | 407:339       | + 68  | 7             | 57               |
| 07. | Bulls       | 16     | 10    | 0      | 6     | 416:370       | + 46  | 6             | 54               |
| 08. | Highlanders | 16     | 8     | 0      | 8     | 296:343       | − 47  | 5             | 45               |
| 09. | Hurricanes  | 16     | 5     | 2      | 9     | 328:398       | − 70  | 10            | 42               |
| 10. | Chiefs      | 16     | 6     | 1      | 9     | 332:348       | − 16  | 6             | 40               |
| 11. | Cheetahs    | 16     | 5     | 0      | 11    | 435:437       | − 2   | 12            | 40               |
| 12. | Force       | 16     | 5     | 2      | 9     | 333:416       | − 83  | 5             | 37               |
| 13. | Brumbies    | 16     | 4     | 1      | 11    | 314:437       | − 123 | 7             | 33               |
| 14. | Lions       | 16     | 3     | 1      | 12    | 351:477       | − 126 | 7             | 29               |
| 15. | Rebels      | 16     | 3     | 0      | 13    | 281:570       | − 289 | 4             | 24               |

Die Punkte wurden wie folgt verteilt:
- 4 Punkte bei einem Sieg
- 2 Punkte bei einem Unentschieden
- 0 Punkte bei einer Niederlage (vor möglichen Bonuspunkten)
- 1 Bonuspunkt für vier oder mehr Versuche, unabhängig vom Endstand
- 1 Bonuspunkt bei einer Niederlage mit weniger als sieben Punkten Unterschied
- Jedes Teams hatte zwei Freilose und erhielt dafür je vier Punkte gutgeschrieben

## Finalrunde

### Viertelfinale
| 24. Juni 2011 19:35 NZST | Blues | 26 : 13        | Waratahs                                                                   | Eden Park, Auckland Schiedsrichter: Chris Pollock (Neuseeland) |
| 24. Juni 2011 19:35 NZST | Versuche: Munro 24. erh. Williams 63. erh. Erhöhungen: McAlister (1/1), Munro (1/1) Straftritte: Munro (3/4) 34., 35., 56. McAlister (1/1) 78. | (13:8) Bericht | Versuche: Carter 18. n.erh. Turner 74. n.erh. Straftritte: Beale (1/1) 31. | Eden Park, Auckland Schiedsrichter: Chris Pollock (Neuseeland) |

| 25. Juni 2011 19:35 NZST | Crusaders | 36 : 8         | Sharks                                                     | Trafalgar Park, Nelson Schiedsrichter: Bryce Lawrence (Neuseeland) |
| 25. Juni 2011 19:35 NZST | Versuche: Williams 32. erh. Read 50. erh. Franks 78. erh. Erhöhungen: Carter (2/2) Berquist (1/1) Straftritte: Carter (5/7) 2., 36., 48., 57., 75. | (13:5) Bericht | Versuche: Alberts 11. n.erh. Straftritte: Lambie (1/1) 42. | Trafalgar Park, Nelson Schiedsrichter: Bryce Lawrence (Neuseeland) |

### Halbfinale
| 2. Juli 2011 19:40 AEST | Reds | 30 : 13        | Blues                                                                                         | Suncorp Stadium, Brisbane Zuschauer: 44.940 Schiedsrichter: Jonathan Kaplan (Südafrika) |
| 2. Juli 2011 19:40 AEST | Versuche: Davies (3) 12. erh., 48. n.erh., 57. erh. Tapuai 30. n.erh. Erhöhungen: Cooper (2/4) Straftritte: Cooper (1/3) 37. Dropgoals: Cooper (1/1) 75. | (15:7) Bericht | Versuche: Chris Lowrey 40. erh. Erhöhungen: Brett (1/1) Straftritte: McAlister (2/2) 46., 53. | Suncorp Stadium, Brisbane Zuschauer: 44.940 Schiedsrichter: Jonathan Kaplan (Südafrika) |

| 2. Juli 2011 17:05 SAST | Stormers                                                                      | 10 : 29         | Crusaders | Newlands Stadium, Kapstadt Schiedsrichter: Craig Joubert (Südafrika) |
| 2. Juli 2011 17:05 SAST | Versuche: Habana 38. erh. Erhöhungen: Grant (1/1) Straftritte: Grant (1/1) 6. | (10:23) Bericht | Versuche: Maitland 15. erh. Fruean 34. erh. Erhöhungen: Carter (2/2) Straftritte: Carter (5/7) 14., 20., 25., 43., 65. | Newlands Stadium, Kapstadt Schiedsrichter: Craig Joubert (Südafrika) |

### Finale
| 9. Juli 2011 19:40 AEST | Reds                                                                                                  | 18 : 13       | Crusaders                                                                             | Suncorp Stadium, Brisbane Schiedsrichter: Bryce Lawrence (Neuseeland) |
| 9. Juli 2011 19:40 AEST | Versuche: Ioane 50. erh. Genia 68. n.erh. Erhöhungen: Cooper (1/2) Straftritte: Cooper (2/3) 32., 38. | (6:7) Bericht | Versuche: Carter 34. erh. Erhöhungen: Carter (1/1) Straftritte: Carter (2/3) 49., 56. | Suncorp Stadium, Brisbane Schiedsrichter: Bryce Lawrence (Neuseeland) |

| 15                 | Jonathan Lance        |     |
| 14                 | Rodney Davies         |     |
| 13                 | Anthony Fainga’a      |     |
| 12                 | Ben Tapuai            |     |
| 11                 | Digby Ioane           |     |
| 10                 | Quade Cooper          |     |
| 09                 | Will Genia            |     |
| 08                 | Radike Samo           |     |
| 07                 | Beau Robinson         | 59. |
| 06                 | Scott Higginbotham    |     |
| 05                 | James Horwill (c)     |     |
| 04                 | Rob Simmons           | 59. |
| 03                 | Greg Holmes           |     |
| 02                 | Saia Fainga’a         | 62. |
| 01                 | Ben Daley             |     |
| Auswechselspieler: |                       |     |
| 16                 | James Hanson          | 62. |
| 17                 | Guy Shepherdson       |     |
| 18                 | Adam Wallace-Harrison | 59. |
| 19                 | Jake Schatz           |     |
| 20                 | Liam Gill             | 59. |
| 21                 | Ian Prior             |     |
| 22                 | Will Chambers         |     |

| 15                 | Tom Marshall        |     |
| 14                 | Sean Maitland       |     |
| 13                 | Robert Fruean       | 72. |
| 12                 | Sonny Bill Williams |     |
| 11                 | Zac Guildford       |     |
| 10                 | Daniel Carter       |     |
| 09                 | Andrew Ellis        | 59. |
| 08                 | Kieran Read         |     |
| 07                 | Richie McCaw (c)    |     |
| 06                 | George Whitelock    |     |
| 05                 | Sam Whitelock       | 57. |
| 04                 | Brad Thorn          | 71. |
| 03                 | Owen Franks         | 59. |
| 02                 | Corey Flynn         |     |
| 01                 | Wyatt Crockett      |     |
| Auswechselspieler: |                     |     |
| 16                 | Quentin MacDonald   |     |
| 17                 | Ben Franks          | 59. |
| 18                 | Luke Romano         | 71. |
| 19                 | Matt Todd           | 57. |
| 20                 | Kahn Fotuali’i      | 59. |
| 21                 | Matt Berquist       |     |
| 22                 | Ryan Crotty         | 72. |

## Statistik

### Meiste erzielte Versuche
| Rang | Spieler         | Mannschaft | Versuche |
| ---- | --------------- | ---------- | -------- |
| 1.   | Bjorn Basson    | Bulls      | 9        |
| 1.   | Sean Maitland   | Crusaders  | 9        |
| 1.   | Sarel Pretorius | Cheetahs   | 9        |
| 4.   | Rene Ranger     | Blues      | 8        |
| 5.   | Israel Dagg     | Crusaders  | 7        |
| 5.   | Jared Payne     | Blues      | 7        |

### Meiste erzielte Punkte
| Rang | Spieler        | Mannschaft | Punkte |
| ---- | -------------- | ---------- | ------ |
| 1.   | Quade Cooper   | Reds       | 228    |
| 2.   | Morné Steyn    | Bulls      | 219    |
| 3.   | Daniel Carter  | Crusaders  | 194    |
| 4.   | Patrick Lambie | Sharks     | 193    |
| 5.   | Sias Ebersohn  | Cheetahs   | 179    |